# Varronia guanacastensis
Varronia guanacastensis är en strävbladig växtart som först beskrevs av Paul Carpenter Standley, och fick sitt nu gällande namn av J.S.Mill. Varronia guanacastensis ingår i släktet Varronia och familjen strävbladiga växter. Inga underarter finns listade i Catalogue of Life.